# Ernesto Ferraz
José Ernesto Figueira Ferraz (Câmara de Lobos, Madeira, 13 de junho de 1974) é um professor e político português, militante do Bloco de Esquerda (BE). Atualmente, é deputado à Assembleia da República, eleito pelo círculo da Madeira.
É licenciado em Geografia e Planeamento Regional e pós-graduado em Ensino de Geografia pela Faculdade de Ciências Sociais e Humanas da Universidade Nova de Lisboa.
Foi o terceiro candidato do BE pela Madeira nas eleições legislativas de 2015. O partido obteve um mandato naquele círculo e, em 2018, Ferraz subiu a deputado após a renúncia ao cargo de Paulino Ascenção. Enquanto deputado, é membro da Comissão de Economia, Inovação e Obras Públicas e suplente da II Comissão Parlamentar de Inquérito à Recapitalização da Caixa Geral de Depósitos e à Gestão do Banco.
Ferraz foi membro da Assembleia Municipal de Câmara de Lobos no mandato 2013–2017 e, nas eleições autárquicas de 2017, foi o cabeça-de-lista do BE àquele órgão. Nas eleições legislativas de 2019, foi o cabeça-de-lista do BE pela Madeira.